# Mineral de la Luz
Mineral de la Luz es una localidad del estado mexicano de Guanajuato. Es parte del municipio de Guanajuato.

## Toponimia
El nombre «mineral» alude a su fundación como una mina de plata. El nombre «de la luz» hace referencia a la santa patrona de la localidad: Nuestra Señora de la Luz.

## Historia
Mineral de la Luz fue fundada en 1842 a patir de una mina de plata, que previamente había intentado ser explotada en el siglo XVI. En 1844, ante el crecimiento de la explotación de la mina, el gobernador Pedro Cortazar ordenó regularizar el asentamiento y formalizar el trazado de calles. Para 1851 Mineral de la Luz contaba con 24 mil pobladores.
El 16 de marzo de 1857 el Congreso del Estado de Guanajuato creó el Partido de Mineral de Luz, con cabecera en la población de Mineral de la Luz, segregando la localidad respecto al Partido de Guanajuato. En 1861 el Partido de Mineral de la Luz se expande, incorporando múltiples poblaciones del Partido de San Felipe.
El inicio de la Revolución mexicana en 1910 causó el declive de la extracción de plata y de la población de Mineral de la Luz, que perdió cerca del 80% de sus habitantes. El 3 de abril de 1911 el general Cándido Navarro captura la población en favor del bando maderista. El 15 de octubre de 1928 el Congreso del Estado de Guanajuato suprime el municipio de Mineral de la Luz y lo reincorpora al municipio de Guanajuato.

## Demografía
| Gráfica de evolución demográfica |
|                                  |

| Censo | Población |
| ----- | --------- |
| 1900  | 3 141     |
| 1910  | 4 206     |
| 1921  | 942       |
| 1930  | 731       |
| 1940  | 611       |
| 1950  | 724       |
| 1960  | 586       |
| 1970  | 487       |
| 1980  | 421       |
| 1990  | 999       |
| 2000  | 923       |
| 2010  | 1 040     |
| 2020  | 1 422     |